# Luis Ángel Pinasco
Luis Ángel Kurt Pinasco Riess (Iquitos, 24 de enero de 1941), llamado mayormente por su sobrenombre, Rulito, es un maestro de ceremonias, locutor, narrador, comentarista deportivo, presentador de televisión, relacionista público y primer actor peruano. Es más conocido por su participación como presentador en el programa Triki Trak, por su rol de Ricardo Mendoza en Así es la vida y por su rol antagónico de Bruno Picasso en Al fondo hay sitio.

## Carrera
Debuta a los quince años de edad en el programa Discoteca sudamericana en Radio Loreto de su tierra natal. En 1958, viaja a Lima para estudiar una carrera universitaria.
En 1962, tiene su primera oportunidad de salir en televisión, presentando Show de show en canal 2. Luego, pasa a América Televisión con Cita en el 4 y El clan del 4, entrevistando a artistas internacionales de reconocido prestigio.
En 1986, conduce con éxito el programa concurso Triki Trak, en el cual también se desempeña como coproductor del mismo. Luego, tiene a su cargo presentar el programa Michi Show.
Rulito también destaca como conductor de programas en Radio América, participando en numerosas transmisiones deportivas, en especial de fútbol, tanto en radio como en televisión. Es el único locutor peruano que ha transmitido para televisión 8 mundiales de fútbol desde 1970 hasta 1998. Un verdadero récord para Sudamérica.
Participa como actor en obras de teatro, y en series y programas de televisión como El barrio del movimiento, El show de Rulito y Sonia y Así es la vida, de corte humorístico.
Desde el año 2000, es locutor de voz en off del programa de su hijo Bruno Pinasco: Cinescape.
Durante todo el año 2000 hasta inicios de 2001, es narrador deportivo en CMD.
En 2002, ancla en Panamericana Televisión para conducir Nadie sabe para quien trabaja, un programa de preguntas y respuestas dirigido inicialmente para adultos; pero luego se convierte en infantil y fue líder en los domingos. Se va de dicho canal en 2003. Con su esposa Sonia Oquendo protagoniza Divorcia2, una serie muy vista en 2006.
En noviembre del año 2009, Efraín Aguilar lo contrata para el papel de Bruno Picasso en Al fondo hay sitio, en donde se queda hasta 2016.
En diciembre de 2012, protagoniza el espectáculo navideño infantil La Navidad mágica HSBC.
En 2022, participa en la nueva temporada de Al fondo hay sitio, repitiendo su papel de Bruno Picasso.

## Vida personal
Nace en Iquitos el 24 de enero de 1941.
Realiza sus estudios de primaria en el Colegio San Agustín de Iquitos y de secundaria en el Colegio Nacional Iquitos.
Luis Ángel Pinasco hace sus estudios de Periodismo en la Pontificia Universidad Católica del Perú.
De su primer matrimonio con la cantante Bárbara Conde, tiene tres hijos varones: Luis Ángel, Aldo Pinasco y Bruno Pinasco, y posteriormente se casó en 1986 con la actriz Sonia Oquendo, con quien tiene dos hijas: Johana y Chiara Pinasco.
Actualmente, es el último de la dinastía Pinasco en haber sido dueño de la Casa Pinasco.

## Enfermedad y recuperación
Tras una progresiva dolencia en el miembro inferior derecho, a los ochenta y dos años, es diagnosticado de una enfermedad ateroesclerótica severa en las arterias ilíacas y femorales, que le impidió caminar con normalidad presentando la manifestación denominada claudicación intermitente, producto de la insuficiencia de los vasos que irrigan los músculos del miembro inferior, y que amenazó la viabilidad de su pierna, pues estuvo a punto de ser amputada.
En febrero de 2023, fue sometido a una cirugía de revascularización en la que se le realizó una endarterectomía, un baipás femoral y angioplastia periférica para restablecer la circulación a su extremidad inferior. La cirugía fue realizada con éxito por el cirujano cardiovascular peruano Américo Peña en la Clínica Centenario Peruano Japonesa de Lima, resultando en la pronta recuperación del actor.

## Otras actividades
En la década de 1970, crea una productora que se encargaría de transmitir los partidos de la selección peruana de fútbol.
Se ha desempeñado como gerente de Relaciones Públicas de América Televisión.
En 2025, estrenó su libro autobiográfico Memorias de un tremendo cañonazo.

## Filmografía

### Televisión
- América Televisión (1970-1994), como locutor.

#### Series y telenovelas
- De vuelta al barrio (2018-2019), como George Alexander Lewis Santana / el Príncipe de Escocia;
- Como en la tele (piloto) (2018);
- Al fondo hay sitio (2009-2016, 2022-presente), como don Bruno Ángelo Picasso Bertini;
- Divorcia2 o Divorciados (2006), como Enrique Martínez;
- Así es la vida (2004-2008), como Dr. Ricardo Mendoza;
- Mil oficios o 1000 oficios.

#### Programas
- La Banda del Chino (2022), como invitado;
- Domingo al día (2021), como invitado;
- Pinascosas (2020), como presentador (con Gianluca Pinasco);
- Américlub (2020), como invitado;
- Día D (2019), como invitado;
- Historias de América (2015), como invitado;
- TEC (2014; 2015), como invitado;
- A las once (2014), como invitado;
- A las once empieza la noche (2011), como invitado;
- El gran show (2010), como juez invitado (jurado vip).
- Miss Perú 2005 (edición especial, 2005), como presentador;
- Fútbol argentino (2003), como presentador;
- Nadie sabe para quien trabaja (2002-2003), como presentador;
- CMD (2000-2001), como narrador deportivo;
- Cinescape (2000-2003; 2003-presente), como voz en off;
- Buenos días, Perú (1998-1999), como presentador;
- Global noticias (1995-1996), como presentador;
- Michi Show (1993-1994), como presentador;
- Triki Trak (1986-1993), como presentador (con Sonia Oquendo) (también coproductor);
- El barrio del movimiento (1986);
- El show de Rulito y Sonia (1981-1982), como presentador;
- Miss Perú 1980 (edición especial, 1980), como presentador;
- El clan del 4, como presentador;
- Cita en el 4, como presentador;
- Miss Perú 1978 (edición especial, 1978), como presentador;
- Hoy (1978), como presentador;
- María Félix entrevistada por el novato animador de TV Luis Ángel Pinasco en televisión peruana (edición especial, 1962), como presentador;
- Show de shows (1962), como presentador (también director);
- La familia 6, como presentador;
- La pareja 6, como presentador.

### Cine
- Un gallo con espolones (Operación ñongos) (1964);
- Bromas, S. A. (1967), como conductor de televisión;
- De nuevo a la vida (1973).[n 1]

### Anuncios publicitarios
- América Televisión (2010), como Bruno Picasso;
- Frugo Kards: Al fondo hay sitio (2010), como Bruno Picasso.

### Vídeos musicales
- Al fondo hay sitio (2016) (de Tommy Portugal), como Bruno Picasso;
- Las Lomas (2016) (de Juan Carlos Fernández), como Bruno Picasso.

### Giras televisivas
- Al fondo hay sitio: Festival Peruano de Nueva Jersey (2010)
- Al fondo hay sitio: Estadio Santa Cruz de Bolivia (2010)
- Al fondo hay sitio: Estadio Santa Cruz de Bolivia (2012)

## Teatro
- Pijamas (1995);
- Al fondo hay sitio (2010-2012), como Bruno Picasso.

### Espectáculos
- La Navidad mágica HSBC (2012), como don Rabieta.

## Literatura

### Revistas
- ¡Hola! Perú, making of (2016).

### Álbumes
- Al fondo hay sitio: Primera temporada (2009), como Bruno Picasso (imagen);
- Al fondo hay sitio: Segunda temporada (2010), como Bruno Picasso (imagen);
- Al fondo hay sitio: Tercera temporada (2011), como Bruno Picasso (imagen).

## Eventos

### Certámenes de belleza
- Miss Perú 2005 (2005), como presentador;
- Miss Perú 1980 (1980), como presentador;
- Miss Perú 1975 (1975), como presentador.

### Otros
- Circo de Al fondo hay sitio (2010), como Bruno Picasso (él mismo);

- Viejos amigos (preestreno, 2014), como invitado.

## Radio
- Encuentros en la radio (2020), como invitado;
- Fútbol en América Radio, como locutor;
- Discoteca sudamericana, como locutor;
- Radio América, como locutor.

## Premios y nominaciones
| Año  | Premio                       | Categoría                           | Trabajo        | Resultado   | Ref. |
| ---- | ---------------------------- | ----------------------------------- | -------------- | ----------- | ---- |
| 2005 | Premios Luces de El Comercio | Mejor actor de telenovela/miniserie | Así es la vida | Desconocido |      |